# Liège-Bastogne-Liège 2011

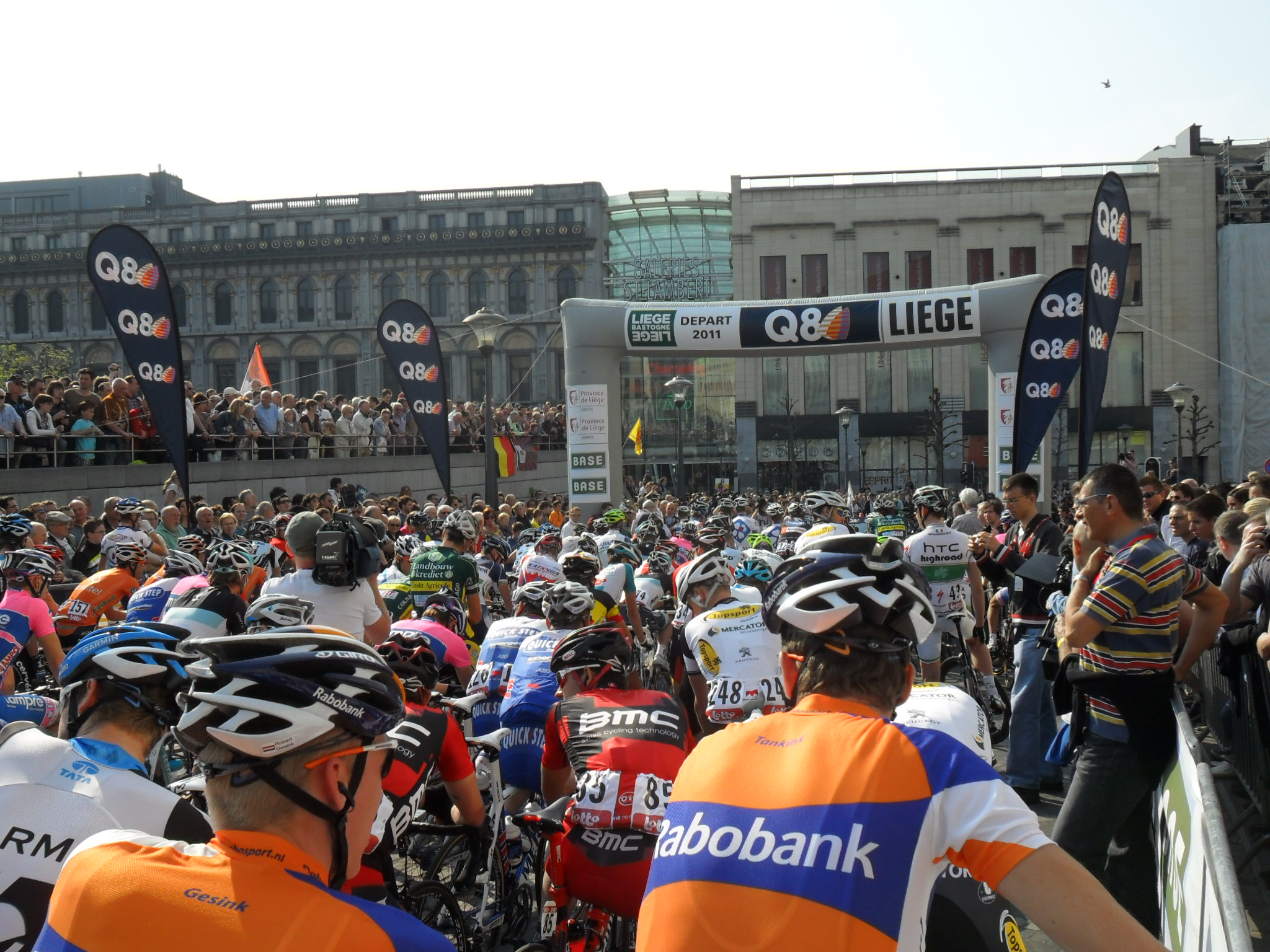
Départ de la course Place Saint-Lambert.

La 97e édition de Liège-Bastogne-Liège a lieu le dimanche 24 avril 2011. Il s'agit de la 12e épreuve de l'UCI World Tour 2011 et de la dernière des trois classiques ardennaises, après l'Amstel Gold Race et la Flèche wallonne. Le Belge Philippe Gilbert, vainqueur de ces deux premières courses, s'impose devant les frères Fränk et Andy Schleck. Il gagne ainsi les trois classiques ardennaises la même année, ce que seul l'Italien Davide Rebellin avait fait auparavant, en 2004.

## Présentation

### Participants

#### Équipes
Vingt-cinq équipes et participent à la course : les dix-huit ProTeams et sept équipes continentales professionnelles. Au total, 199 coureurs prennent le départ.
Équipes ProTeams : AG2R La Mondiale, Astana, BMC Racing, Euskaltel-Euskadi, Garmin-Cervélo, HTC-Highroad, Lampre-ISD, Liquigas-Cannondale, Movistar, Omega Pharma-Lotto, Quick Step, Rabobank, Saxo Bank-Sungard, Katusha, Leopard-Trek, RadioShack, Sky, Vacansoleil-DCM.
Équipes continentales professionnelles : Topsport Vlaanderen-Mercator, Landbouwkrediet, Verandas Willems-Accent, Cofidis, Saur-Sojasun, FDJ, Skil-Shimano.
| ProTeams (18)- Ag2r La Mondiale - Astana - BMC Racing Team - Euskaltel-Euskadi - Garmin-Cervélo - HTC-Highroad - Katusha - Lampre-ISD - Leopard-Trek - Liquigas-Cannondale - Movistar Team - Omega Pharma-Lotto - Quick Step Cycling Team - Rabobank - Team RadioShack - Saxo Bank-Sungard - Sky ProCycling - Vacansoleil-DCM Équipes continentales professionnelles (7)- Topsport Vlaanderen-Mercator - Landbouwkrediet - Veranda’s Willems-Accent - Cofidis, le Crédit en Ligne - Saur-Sojasun - FDJ - Skil-Shimano |
| |

#### Favoris
Ayant gagné en une semaine la Flèche brabançonne, l'Amstel Gold Race et la Flèche wallonne, Philippe Gilbert est considéré comme le favori de la course.

### Parcours
La doyenne est longue de 255,5 kilomètres répartis dans les Ardennes belges. La course démarre sur la place Saint-Lambert à Liège et le départ réel est donné à Embourg. Les coureurs rejoignent Bastogne avant de revenir vers Liège et d'arriver à Ans.

#### Côtes
Le parcours est composé de dix côtes répertoriées :
| Kilomètre | Nom                                 | Longueur (km) | Pente moyenne |
| --------- | ----------------------------------- | ------------- | ------------- |
| 71,5      | Côte de Saint Roch                  | 1             | 11 %          |
| 157,5     | Côte de Wanne                       | 2,7           | 7,3 %         |
| 164,5     | Côte de Stockeu (Stèle Eddy Merckx) | 1,1           | 12,2 %        |
| 170.0     | Côte de la Haute-Levée              | 3,6           | 5,6 %         |
| 183,0     | Col du Rosier                       | 4,4           | 5,9 %         |
| 195,5     | Col du Maquisard                    | 2,5           | 5 %           |
| 206,0     | Mont-Theux                          | 2,7           | 5,9 %         |
| 220,5     | Côte de La Redoute                  | 2,0           | 8,8 %         |
| 236,0     | Côte de la Roche-aux-faucons        | 1,5 4,4       | 9,9 % 4,1 %   |
| 250,0     | Côte de Saint-Nicolas               | 1             | 11,1 %        |

## Récit de la course
Au km 3, Sébastien Delfosse (Landbouwkrediet) s'échappe, suivi par Jesús Herrada (Movistar) et David Le Lay (AG2R La Mondiale). Fredrik Kessiakoff (Astana), Eduard Vorganov (Katusha), Thomas De Gendt (Vacansoleil-DCM), Tony Gallopin (Cofidis), Mickaël Delage (FDJ) et Yannick Talabardon (Saur-Sojasun) se joignent au trio au km 13, avant que Mathias Frank (BMC Racing) ne fasse de même au km 35. Les 10 hommes de tête prennent rapidement 3 min 20 s d'avance, avant que les Omega Pharma-Lotto ne contrôlent l'écart, qui oscille entre 3 et 4 min, avec un maximum de 4 min 05 s au km 150. Au sommet de la côte de Saint-Roch, De Gendt passe en tête, commençant ainsi sa moisson de points en vue du classement des côte.
Dans la descente de la côte de Wanne, les Leopard-Trek prennent les rênes de peloton, tandis que Johnny Hoogerland (Vacansoleil-DCM) et Lars Petter Nordhaug (Sky) sont un temps intercalés. Dans la côte de la Haute-Levée, alors que l'écart entre le peloton, mené par Maxime Monfort (Leopard-Trek), et l'échappée est presque descendu sous la barre de la minute, Enrico Gasparotto (Astana), Kanstantsin Siutsou (HTC-Highroad), Juan Manuel Gárate, Laurens ten Dam (Rabobank), Greg Van Avermaet (BMC Racing), Dario Cataldo, Jérôme Pineau (Quick Step), Damiano Caruso (Liquigas-Cannondale) et Blel Kadri (AG2R La Mondiale) sortent du peloton. Le groupe rejoint juste avant le pied du col du Maquisard Vorganov, Herrada, Frank, De Gendt et Gallopin, seuls en tête depuis le col du Rosier.
Dans la Côte de La Redoute, Gasparotto prend la tête du groupe de tête, Pineau suivant sans problème. Van Avermaet, Siutsou, ten Dam, Garate, Kadri et Vorganov s'accrochent également, mais le reste du groupe est lâché. Dans le peloton, le travail des Leopard-Trek, par l'intermédiaire de Maxime Monfort et Jakob Fuglsang, porte ses fruits, puisque l'écart n'est plus de 45 secondes au sommet. Nicki Sørensen (Saxo Bank-SunGard) attaque dans l'ascension, en vain. Les Astana et les Rabobank relaient alors les Leopard-Trek, avant que l'équipe luxembourgeoise ne reprenne les commandes du peloton peu avant la Côte de la Roche-aux-faucons.
Dès le début de cette difficulté, Andy Schleck (Leopard-Trek) attaque, suivi par son coéquipier et frère Fränk, ainsi que Philippe Gilbert (Omega Pharma-Lotto). Le trio reprend tout le monde, et seuls Gasparotto, Pineau et Van Avermaet peuvent s'accrocher. Pendant ce temps, Alexandre Vinokourov (Astana) est victime d'un incident mécanique. Pineau et Gasparotto sont lâchés dans la petite bosse dans la foulée de la célèbre côte. Alexandr Kolobnev (Katusha), deuxième l'année précédente, et Igor Antón (Euskaltel-Euskadi), 5e de la Flèche wallonne 2011, tentent de rejoindre le quatuor, en vain. Les Astana ont beau mener le groupe d'une vingtaine de poursuivants, l'écart augmente au fur et à mesure que l'on s'approche de la côte de Saint-Nicolas. Dans l'ascension, Andy Schleck durcit l'allure, avant que Fränk relance, faisant ainsi craquer Van Avermaet. Gilbert accélère à quelques longueurs du sommet, distançant Andy Schleck, qui revient dans la descente.
Puis, tandis que le trio file se disputer la victoire, Van Avermaet est repris par Vincenzo Nibali (Liquigas-Cannondale), Roman Kreuziger (Astana), Chris Anker Sørensen (Saxo Bank-SunGard) et Rigoberto Urán (Sky). Philippe Gilbert lance le sprint à 200 mètres de la ligne et s'impose sur « la course de [ses] rêves », réalisant ainsi le deuxième triplé ardennais, après Davide Rebellin en 2004. Le vainqueur du jour veut néanmoins « tirer [son] chapeau » aux frères Schleck, qui « sont des coureurs qui prennent leurs responsabilités ». Ces derniers estiment de leur côté que Gilbert « était le meilleur aujourd’hui ».

## Classements

### Classement de la course
|    | Coureur              | Pays       | Équipe              |    | Temps           | Points UCI |
| -- | -------------------- | ---------- | ------------------- | -- | --------------- | ---------- |
| 1  | Philippe Gilbert     | Belgique   | Omega Pharma-Lotto  | en | 6 h 13 min 18 s | 100        |
| 2  | Fränk Schleck        | Luxembourg | Leopard-Trek        | +  | 0 s             | 80         |
| 3  | Andy Schleck         | Luxembourg | Leopard-Trek        |    | 0 s             | 70         |
| 4  | Roman Kreuziger      | Tchéquie   | Astana              |    | 24 s            | 60         |
| 5  | Rigoberto Urán       | Colombie   | Sky                 |    | 24 s            | 50         |
| 6  | Chris Anker Sørensen | Danemark   | Saxo Bank-SunGard   |    | 24 s            | 40         |
| 7  | Greg Van Avermaet    | Belgique   | BMC Racing          |    | 27 s            | 30         |
| 8  | Vincenzo Nibali      | Italie     | Liquigas-Cannondale |    | 29 s            | 20         |
| 9  | Björn Leukemans      | Belgique   | Vacansoleil-DCM     |    | 39 s            | 10         |
| 10 | Samuel Sánchez       | Espagne    | Euskaltel-Euskadi   |    | 39 s            | 4          |

### Classement des côtes
|   | Cycliste          | Pays       | Équipe             | Points |
| - | ----------------- | ---------- | ------------------ | ------ |
| 1 | Thomas De Gendt   | Belgique   | Vacansoleil-DCM    | 24     |
| 2 | Enrico Gasparotto | Italie     | Astana             | 8      |
| 3 | Eduard Vorganov   | Russie     | Katusha            | 7      |
| 4 | Philippe Gilbert  | Belgique   | Omega Pharma-Lotto | 6      |
| 5 | Fränk Schleck     | Luxembourg | Leopard-Trek       | 6      |